# Lamjed Maafi
Lamjed Maafi (ur. 19 marca 2001) – tunezyjski zapaśnik walczący w stylu klasycznym. Olimpijczyk z Tokio 2020, gdzie zajął trzynaste miejsce w kategorii 77 kg.
Szósty na igrzyskach afrykańskich w 2019. Złoty medalista mistrzostw Afryki w 2022 i srebrny w 2020. Zajął ósme miejsce na igrzyskach śródziemnomorskich w 2022. Mistrz Afryki juniorów w 2019 i 2020 i kadetów w 2018 roku.